# 峨眉点地梅
峨眉点地梅（学名：Androsace paxiana）为报春花科点地梅属下的一个种。

## 扩展阅读
- 維基物種上的相關：峨眉点地梅